# Trimeresurus malabaricus
Trimeresurus malabaricus är en ormart som beskrevs av Jerdon 1854. Trimeresurus malabaricus ingår i släktet palmhuggormar, och familjen huggormar. Inga underarter finns listade i Catalogue of Life.
Denna orm förekommer i västra och sydvästra Indien. Den lever i kulliga områden och i bergstrakter mellan 100 och 2150 meter över havet. Arten vistas i delvis städsegröna skogar, i bergsskogar och den besöker angränsande odlade områden.
Individerna vistas på marken och klättrar ibland i växtligheten. De är aktiva på natten och jagar grodor, ödlor, gnagare och mindre ormar.